# Тропа Клинка (8-й этап)

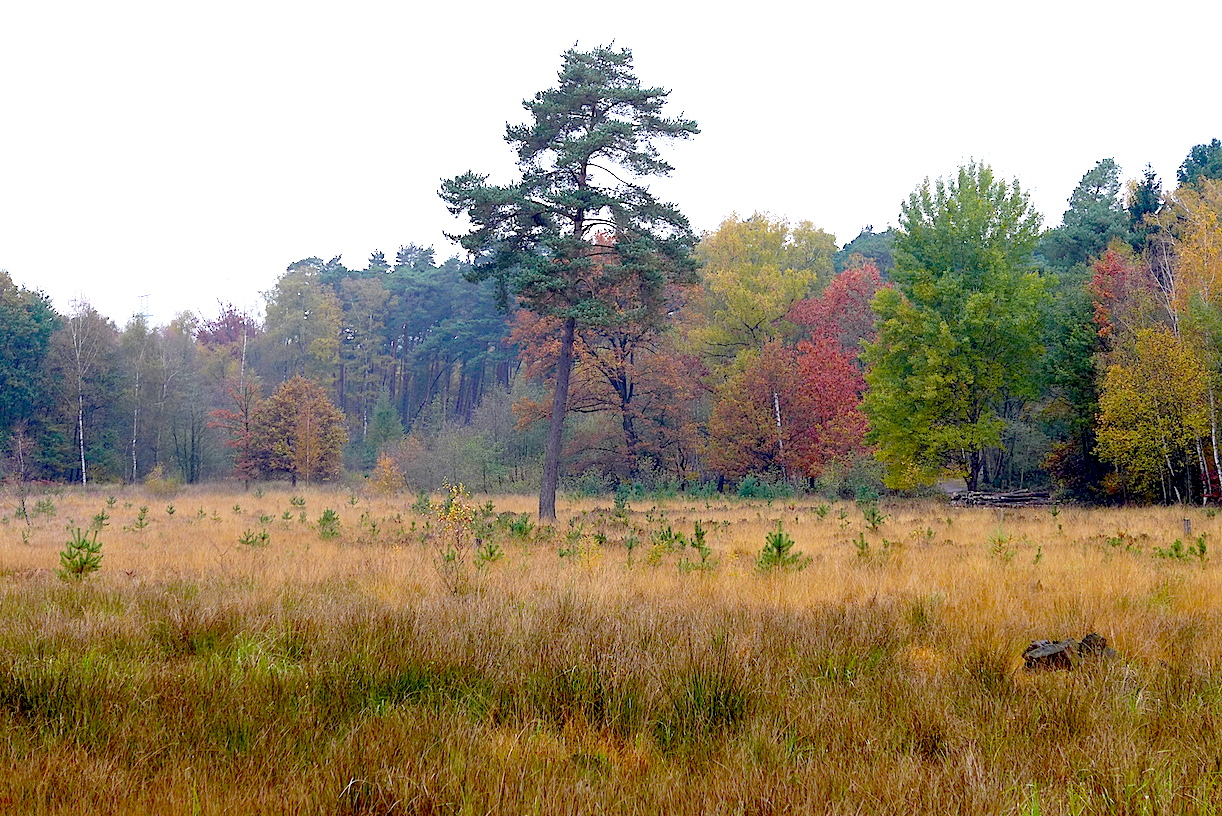
В начале восьмого этапа: Олигская пустошь

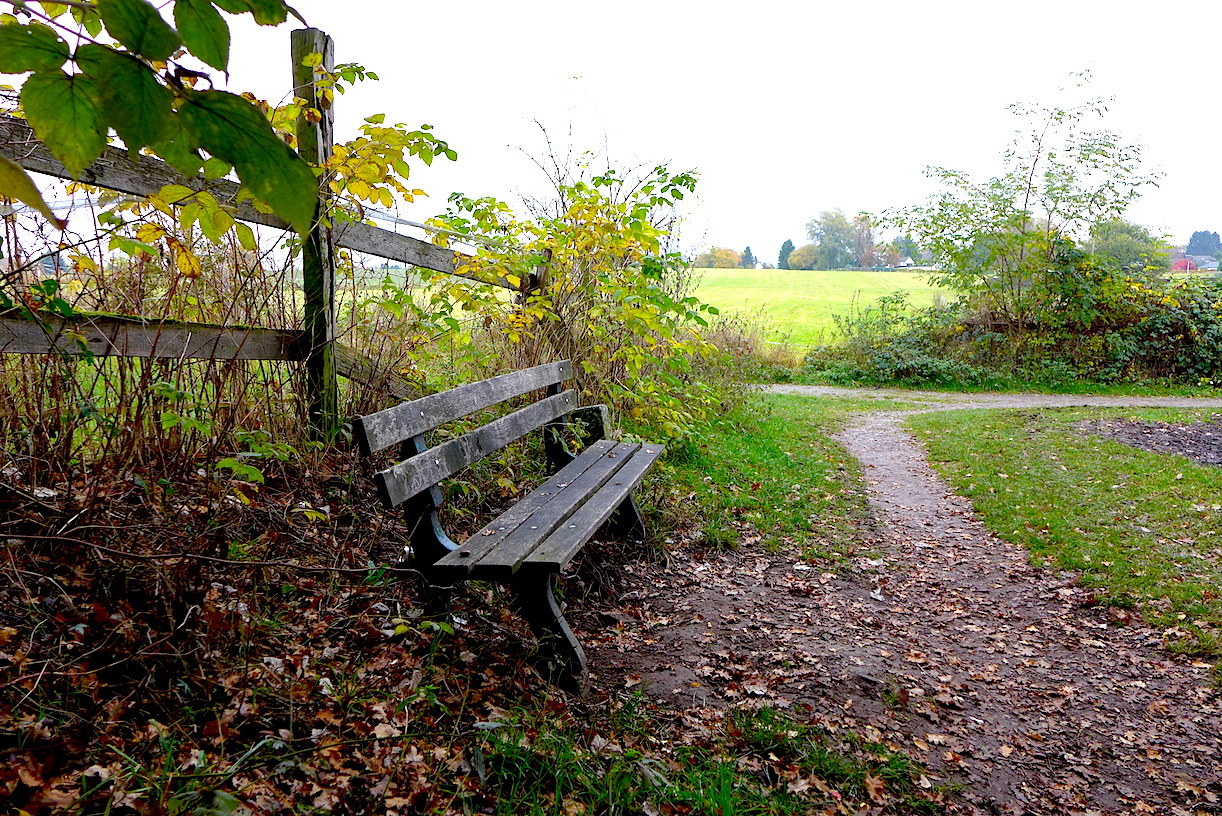
На маршруте первой половины пути

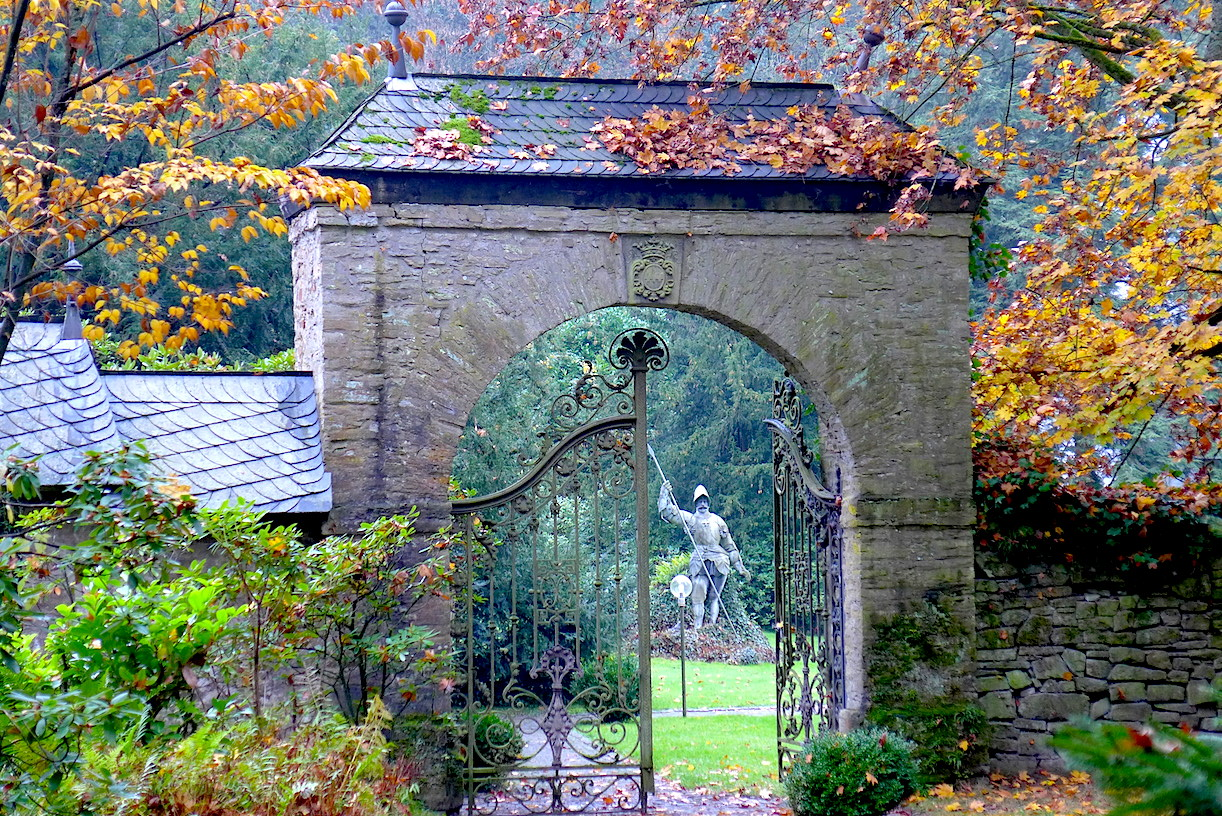
Замок Каспербройх

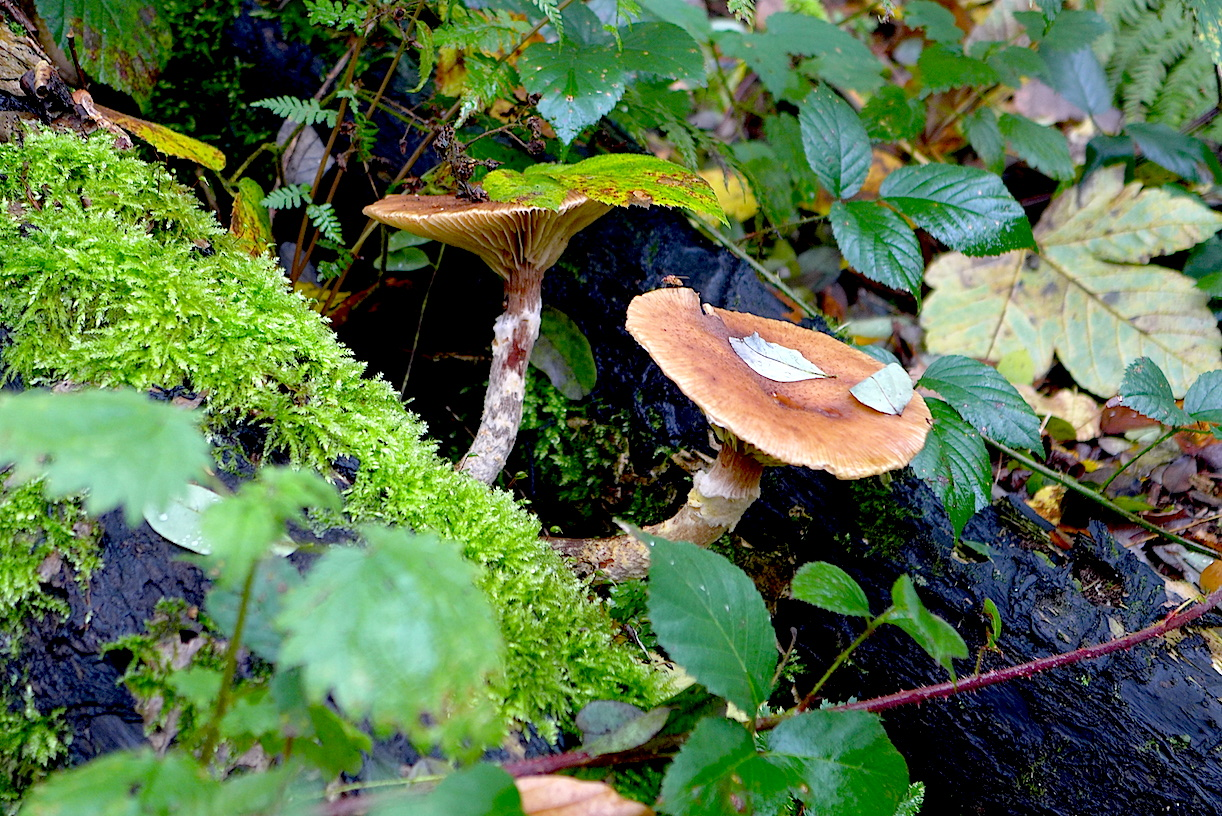
В долине Иттера

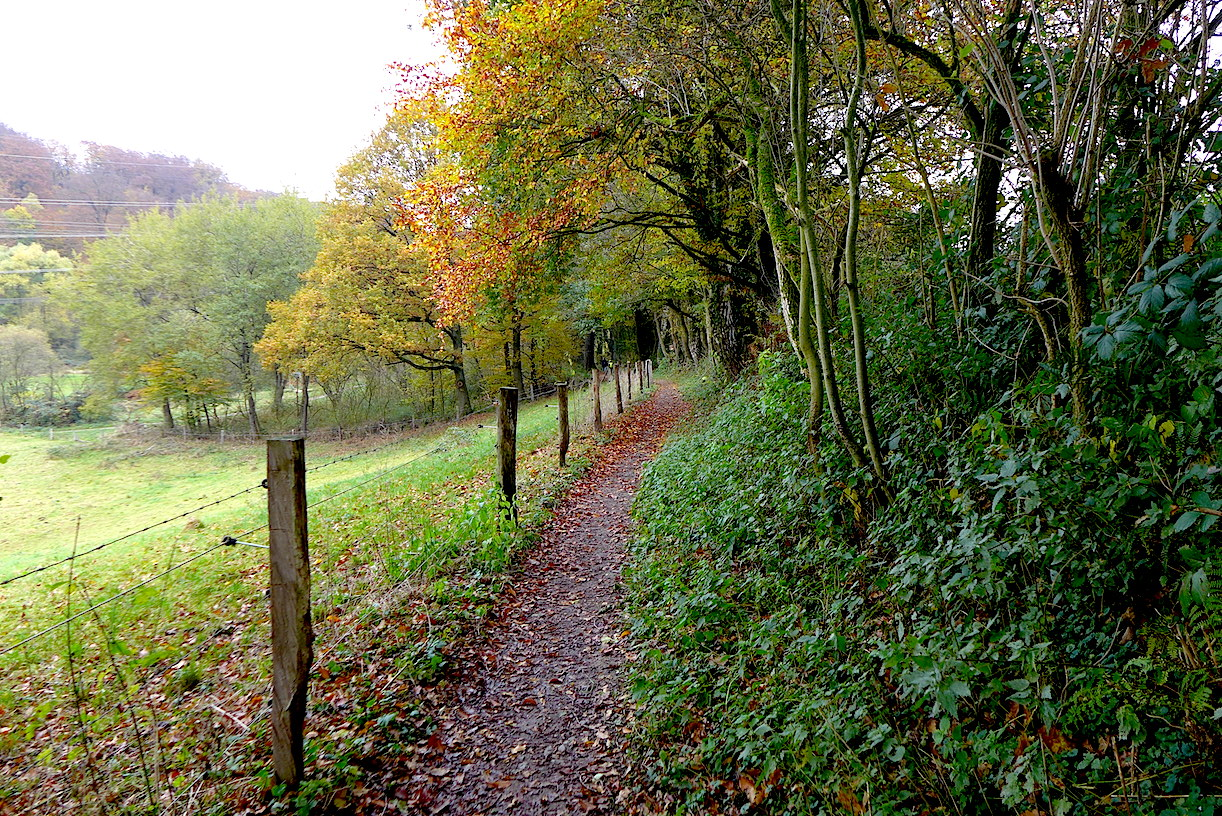
Заключительная часть этапа в долине Иттера

Тропа клинка (нем. Klingenpfad) — круговой маркированный многодневный пешеходный маршрут вокруг города Золинген (Северный Рейн-Вестфалия, Германия), проложенный в 1933—1935 годах. Восьмой этап маршрута, протяжённостью 7,2 км проходит между парком Энгельсбергер Хоф (Engelsberger Hof) Олигской пустоши и хутором Хайдбергер Мюле (Heidberger Mühle) в междуречье Вуппера и Иттербаха.

## Общая характеристика
Восьмой этап начинается на дороге Лангханс-штрассе (Langhansstraße) вблизи исторического ресторана Энгельсбергер Хоф (Engelsberger Hof), в парково-игровой зоне, носящей одноименное название. За автопарковкой туристы входят в природоохранную территорию, называемую «Олигская пустошь». Она имеет вид северной заболоченной лесотундры и одновременно лесостепи, где широкие открытые пространства, заросшие вереском чередуются с мелколиственными берёзово-осиновыми колками. Совсем рядом с поверхностью почвы находится уровень грунтовых вод, обогащённых окислами железа (болотная руда), что придаёт некоторым местным источникам воды красно-бурый оттенок.
Тропа минует открытый в летнее время плавательный бассейн Хайде-Фрайбад (Heide-Freibad), выходит на улицу Герман-Лёнс-Вег (Hermann-Löns-Weg) (названную в память замечательного немецкого писателя, натуралиста и краеведа Германа Лёнса, жившего на рубеже XIX—XX веков и своими произведениями о природе похожего на русского писателя Михаила Пришвина). Тропа Клинка проходит рядом с небольшим зоопарком (Solinger Vogel- und Tierpark) и сворачивает к городским кварталам Золингена у стадиона Унион (Stadion am Hermann-Löns-Weg).
На улице Натур-парк (Naturpark) туристы проходят несколько фахверковых строений, охраняемых как памятники архитектуры и попадают в небольшой жилой квартал, называемый Брабант (Brabant). Своим названием он напоминает об одноимённых провинциях Нидерландов и Бельгии, но не имеет к ним никакого отношения. Внутри города тропа по подземному переходу пересекает железную дорогу у остановочной платформы Фогельпарк (Vogelpark), затем оживлённую Хильденскую улицу (Hildener Straße) (она же земельная дорога L 85) и по Любекской улице (Lübecker Straße) выходит на природу у ручья Лохбах (Lochbach). Это уже водосборный бассейн ручья Иттер. Здесь тропа огибает очистные сооружения у высокой железнодорожной насыпи. По старой колёсной дороге тропа поднимается к узкому асфальтированному просёлку Вильцхаузер (Wilzhauser Weg) и по нему приводит к жилому посёлку Маубес (Maubes), в котором находится группа красивых фахверковых зданий старого хутора Вильцхауc.
Далее туристы пересекают защищённую шлагбаумами скоростную железнодорожную магистраль Кёльн-Золинген-Вупперталь и затяжным спуском выходят к богатому историей замку Каспербройх (Schloss Caspersbroich), расположенному на высокой пойме ручья Иттер. Замок остаётся слева, а Тропа Клинка следует вверх по долине Иттера лесными и полевыми дорогами и тропами. На противоположной стороне Иттера остаются бывшие мельницы и шлифовальные мастерские Брухер Мюлле (Brucher Mühle), Шафенкоттен (Schaafenkotten) и Брайденмюлле-Брайденкоттен (Breidenmühle — Breidenkotten). Пересекая дорогу Иттерталь (Ittertalstraße) Тропа Клинка переходит на противоположную сторону Иттера и восьмой этап завершается у живописного ресторана Хайдбергер Мюлле (Heidberger Mühle).

## Вертикальный профиль
На восьмом этапе подъёмы явно преобладают над спусками. Этап уводит от низких террас Рейна в бассейне Вуппера в узкую долину ручья Иттер, вдоль которого начинается новый подъём в низкогорье Бергской земли. В целом общий набор высоты составляет 131 метр, а общая величина спуска — 95 метров. В пересчёте на километр пути это даёт 18,2 метра подъёма и 13,2 метра спуска. Такой вертикальный профиль затрудняет возможность участия в путешествии не совсем физически подготовленных людей, в том числе пожилых и маленьких детей.

## Состояние проходимости и маркировки
Этап делится на три части с разным характером покрытия тропы. Первая треть пути проходит по низкой, частично заболоченной Олигской пустоши. Дороги для туристов покрыты мелкой щебёнкой, что требует от путешествующих наличия обуви с твёрдой подошвой. Вторая треть пути проходит через городские кварталы Золингена по асфальтированным тротуарам. Последняя треть пути в долине Иттера осложняется несколькими подъёмами, а тропы и дороги частично без покрытия, поэтому нужна специальная туристская обувь. В целом восьмой этап проходим в любое время года и при  любой погоде.
Качество маркировки маршрута (латинская буква «S» на чёрном фоне) позволяет проходить его без карты, но требует постоянного внимания к маркировке на развилках дорог и троп. Перед прохождением этапа необходимо ознакомиться с картой маршрута и отпечатать копию. Маршрут можно проходить и в обратном направлении движения, поскольку имеется обратная маркировка (может использоваться для коррекции правильности направления движения).

## Эстетическая, оздоровительная и познавательная ценность
Этап разнообразен и привлекает не только красотами природы, но и памятниками архитектуры, среди которых особо выделяется замок Каспербройх. Маршрут полезен как возможностью для укрепления физического здоровья, развития познавательных интересов и эстетического вкуса, так и для выработки прикладных навыков ориентирования в незнакомой местности.